# Prism (album)
Prism is het vierde studioalbum van Katy Perry dat op 18 oktober 2013 uitgegeven werd door Capitol Records.. De normale versie van het album bevat 13 nummers en duurt in totaal ongeveer 50 minuten. De luxe-uitgave bevat 16 nummers en duurt iets meer dan een uur.

## Achtergrondinformatie
Nadat haar California Dreams Tour eindige, besloot Perry om meer van haar leven te genieten voordat ze nieuwe nummers zou opnemen. Toen haar ex Russell Brand op 30 december 2011 Perry verliet, voelde ze zich een lange tijd depressief en dacht zelfs aan zelfmoord. In juni 2012 heeft Perry bevestigd dat ze een "donkerder" album zou opnemen dan haar voorgaande muziekalbums. Perry begon in november 2012 met het opnemen van nummers voor haar vierde studioalbum.

## Uitgave en promotie
Op 29 juli 2013 reed er een gouden vrachtwagen door Los Angeles waarop de titel van het album stond samen met de releasedatum. Op 9 augustus 2013 werd de vrachtwagen echter geraakt door een dronken bestuurder, maar niemand raakte gewond. Op 20 augustus onthulde Pepsi een samenwerking met Perry, waarbij fans de mogelijkheid kregen om nummers van het album te onthullen door de hashtag #KATYNOW te gebruiken op Twitter. Bovendien konden fans ook kiezen welk nummer van het album ("Dark Horse" of "Walking on Air") als eerste werd uitgebracht op iTunes. "Dark Horse" werd door de meeste mensen gekozen en verscheen op 17 september 2013 op iTunes.
Het album kwam uit op 18 oktober 2013. De albumhoes werd onthuld via een groot digitaal scherm tijdens de ochtendshow Goodmorning America op 6 september 2013.
Ter promotie van haar album Prism, kondigde Perry op 23 oktober 2013 een wereldtournee (The Prismatic World Tour) aan. Het eerste concert vond plaats in de Odyssey Arena in Belfast, Noord-Ierland op 7 mei 2014.

## Singles
De eerste single van Prism is "Roar", het nummer bereikte in de Verenigde Staten een nummer één positie. In Nederland bereikte "Roar" de nummer twee positie (nummer één in de 3FM MEGA TOP50).
De tweede single is "Unconditionally". Dit nummer piekte in Nederland op 32 (hoewel het wel op één in de tipparade stond). 
Beide nummers werden uitgeroepen tot alarmschijf.
Omdat het nummer "Dark Horse" in de Verenigde Staten de nummer één positie op iTunes bereikte, werd de albumhoes voor het nummer uitgebracht. Hiermee stond vast dat "Dark Horse" de derde single van Prism werd. Ook "Dark Horse" werd uitgeroepen tot alarmschijf. In het nummer is ook de rapper Juicy J te horen. Het nummer piekte op 1 in de Nederlandse Top 40.
Na "Dark Horse" werd "Birthday" de nieuwe single. "Birthday" piekte op 35. Ten slotte werd "This Is How We Do" uitgebracht. Dit nummer behaalde plaats 14 in de ranglijst.
Ook "Legendary Lovers" werd uitgeroepen tot alarmschijf, hoewel dit geen single was.

## Tracklijst
Prism - Standaardeditie
| Nr.                  | Titel                      | Schrijver(s)                                                                   | Producent(en)                | Duur |
| -------------------- | -------------------------- | ------------------------------------------------------------------------------ | ---------------------------- | ---- |
| 1.                   | "Roar"                     | Katy Perry, Lukasz Gottwald, Max Martin, Bonnie McKee, Henry Walter            | Dr. Luke, Max Martin, Cirkut | 3:43 |
| 2.                   | "Legendary Lovers"         | Perry, Gottwald, Martin, McKee, Walter                                         | Dr. Luke, Martin, Cirkut     | 3:44 |
| 3.                   | "Birthday"                 | Perry, Gottwald, Martin, McKee, Walter                                         | Dr. Luke, Martin, Cirkut     | 3:35 |
| 4.                   | "Walking on Air"           | Perry, Klas Åhlund, Martin, Adam Baptiste, Camela Leierth                      | Åhlund, Martin               | 3:42 |
| 5.                   | "Unconditionally"          | Perry, Gottwald, Martin, Walter                                                | Dr. Luke, Martin, Cirkut     | 3:48 |
| 6.                   | "Dark Horse" (met Juicy J) | Perry, Jordan Houston, Gottwald, Sarah Theresa Hudson, Martin, Walter          | Dr. Luke, Martin, Cirkut     | 3:35 |
| 7.                   | "This Is How We Do"        | Perry, Åhlund, Martin                                                          | Åhlund, Martin               | 3:24 |
| 8.                   | "International Smile"      | Perry, Gottwald, Martin, Walter                                                | Dr. Luke, Martin, Cirkut     | 3:47 |
| 9.                   | "Ghost"                    | Perry, Gottwald, Martin, McKee, Walter                                         | Dr. Luke, Martin, Cirkut     | 3:23 |
| 10.                  | "Love Me"                  | Perry, Martin, Christian "Bloodshy" Karlsson, Vincent Pontare, Magnus Lidehäll | Bloodshy                     | 3:52 |
| 11.                  | "This Moment"              | Perry, Tor Erik Hermansen, Mikkel Storleer Eriksen, Benjamin Levin             | Stargate, Benny Blanco       | 3:46 |
| 12.                  | "Double Rainbow"           | Perry, Sia Furler, Greg Kurstin                                                | Kurstin                      | 3:51 |
| 13.                  | "By the Grace of God"      | Perry, Greg Wells                                                              | Wells, Perry                 | 4:27 |
| Totale lengte: 48:39 |                            |                                                                                |                              |      |

Prism - Luxe-editie (bonustracks)
| Nr.                  | Titel                 | Schrijver(s)                                  | Producent(en)    | Duur |
| -------------------- | --------------------- | --------------------------------------------- | ---------------- | ---- |
| 14.                  | "Spiritual"           | Perry, Kurstin, John Mayer                    | Kurstin          | 4:35 |
| 15.                  | "It Takes Two"        | Perry, Hermansen, Eriksen, Levin, Emeli Sandé | StarGate, Blanco | 3:54 |
| 16.                  | "Choose Your Battles" | Perry, Jonatha Brooke, Wells                  | Wells, Perry     | 4:27 |
| Totale lengte: 61:35 |                       |                                               |                  |      |

Prism - Japanse luxe-editie (bonustracks)
| Nr. | Titel                  | Schrijver(s)                           | Producent(en)                             | Duur |
| --- | ---------------------- | -------------------------------------- | ----------------------------------------- | ---- |
| 17. | "Roar" (Cazette remix) | Perry, Gottwald, Martin, McKee, Walter | Dr. Luke, Martin, Cirkut, Cazette (remix) | 5:22 |
| 18. | "Roar" (instrumentaal) | Perry, Gottwald, Martin, McKee, Walter | Dr. Luke, Martin, Cirkut                  | 3:43 |